# Казакандитела
Казакандитела (итал. Casacanditella) је насеље у Италији у округу Кјети, региону Абруцо.
Према процени из 2011. у насељу је живело 789 становника. Насеље се налази на надморској висини од 421 м.

## Становништво
Према резултатима пописа становништва 2011. у општини је живело 1.340 становника.
| 1931. | 1936. | 1951. | 1961. | 1971. | 1981. | 1991. | 2001. | 2011. |
| ----- | ----- | ----- | ----- | ----- | ----- | ----- | ----- | ----- |
| 1.986 | 2.070 | 2.206 | 1.838 | 1.463 | 1.424 | 1.415 | 1.397 | 1.340 |